# Pierre Dherte
Pierre Dherte, né le 25 mars 1964 à Ath en Belgique, est un acteur, producteur et magicien belge.
Il est connu pour ses rôles dans des films tels que L'Œuvre au noir, Lisa, Diamant 13 et Pluie du diable.

## Biographie
Pierre Dherte suit les cours à l'Institut national supérieur des arts du spectacle et des techniques de diffusion (INSAS), à Bruxelles, de 1982 à 1985.
Il commence sa carrière au cinéma avec André Delvaux dans « L'Œuvre au noir », d’après le roman de Marguerite Yourcenar. En plus de ses rôles notables au cinéma, il travaille également en tant que producteur, notamment pour le film Pluie du diable, où il est producteur associé.
Pierre Dherte joue dans les principaux théâtres de la Communauté française de Belgique, dont le théâtre Varia, Théâtre de La Balsamine, les Tanneurs, Le Rideau de Bruxelles, où son interprétation de Georges Feydeau dans Chérie, il y a un auteur sous la commode est saluée par la critique, et le Théâtre des Martyrs et également en France au théâtre de la Plaine. Il a joué dans plus de 80 pièces, par exemple en 1988 dans La Princesse Maleine de Maurice Maeterlinck, dans une mise en scène de Jean-Claude Drouot, où il était le prince Hjalmar.
Pierre Dherte est également animateur de débats et chroniqueur à la télévision sur ARTE Belgique et est très impliqué dans le secteur créatif et culturel et prône le soutien financier des artistes et la reconnaissance des artistes belges. Il est président de l'Union des artistes du spectacle et membre de plusieurs associations professionnelles,.
Passionné de magie, Pierre Dherte a également incorporé cette passion dans sa carrière, se produisant dans divers spectacles et événements.

## Filmographie partielle

### Au cinéma
- 1988 : L'Œuvre au noir : Cyprien
- 1993 :  L'Instinct de l'ange : Du Rouvre
- 1993 :  Je suis une égoïste  (court métrage)
- 1994 :  La Partie d'échecs : journaliste
- 1997 :  Gaston's War : Thibaudot
- 1997 : Eau : La Blanc (White) (court métrage)
- 2000 :  Lijmen/Het been : professeur Brulot
- 2001 : Lisa : Edouard
- 2001 :  Met grote blijdschap : gendarme
- 2006 :  Noir d'encre  (court métrage)
- 2009 :  Diamant 13 : Flic IGS
- 2012 :  Rondo : Joseph
- 2013 :  Yam dam
- 2014 :  Osez la Macédoine : policier (court métrage)

### À la télévision
- 1992 : Maigret : Joseph Peeters (série télévisée, 1 épisode)
- 1993 :  Ferbac : Henry Marthory (série télévisée, 1 épisode)
- 2001 : Vertiges : Jérôme (série télévisée, 1 épisode)
- 2001 :  Nadia Coupeau, dite Nana : le réalisateur (série télévisée, 2 épisodes)
- 2002 :  La vie comme elle vient : le père (téléfilm)
- 2003 :  Un homme par hasard : Benoît (téléfilm)
- 2005 :  Nom de code: DP : chef de cabinet (téléfilm)
- 2008-2012 : Louis la Brocante : Yvon (série télévisée, 2 épisodes)
- 2012 :  La Solitude du pouvoir : Journaliste 5 Salon (téléfilm)
- 2016 :  The Missing : anesthésiste (série télévisée, 1 épisode)
- 2017 :  Unité 42 : André Courtoy (série télévisée, 1 épisode)
- 2018 :  Les Rivières pourpres : Guillaume / Jean-Louis (série télévisée, 2 épisodes)

## Théâtre
- 2006 : Chérie, il y a un auteur sous la commode : Georges Feydeau.